# Glenda Jackson
Glenda May Jackson (9 tháng 5 năm 1936 – 15 tháng 6 năm 2023) là một nữ diễn viên, chính trị gia người Anh, hiện là dân biểu trong Hạ nghị viện Vương quốc Anh. Bà đã đoạt 2 giải Oscar cho nữ diễn viên xuất sắc nhất và được thưởng Huân chương CBE.

## Tiểu sử
Jackson sinh trong một gia đình lao động ở Birkenhead trên bán đảo the Wirral, Anh, cha làm nghề thợ xây. Jackson theo học trường nữ West Kirby Grammar School (tương đương Trung học), rồi làm việc 2 năm trong tiệm bán dược phẩm của hãng Boots, sau đó vào học trong RADA (Học viện Kịch nghệ Hoàng gia) ở Bloomsbury.
Bà kết hôn với Roy Hodges từ năm 1958 và ly dị năm 1976. Họ có một người con trai.

### Sự nghiệp diễn xuất
Jackson bắt đầu bước vào kịch nghệ năm 1957 trong vở Separate Tables của Terence Rattigan, và bước vào điện ảnh từ năm 1963 trong phim This Sporting Life. Sau đó bà là thành viên của Đoàn kịch Shakespeare Hoàng gia (Royal Shakespeare Company) trong 4 năm, diễn nhiều vở cho đạo diễn Peter Brook, trong đó có vai Charlotte Corday trong vở Marat/Sade của Peter Weiss. Jackson cũng xuất hiện trong phiên bản phim của vở này.
Jackson bắt đầu nổi tiếng khi đóng vai chính trong phim gây tranh cãi Women in Love (1969) và đoạt giải Oscar cho nữ diễn viên xuất sắc nhất lần đầu, sau đó đóng vai người vợ cuồng dâm của Tchaikovsky cũng gây tranh cãi trong The Music Lovers của Ken Russell, khiến bà có tiếng là sẵn sàng làm mọi sự cho nghệ thuật. Bà đã khẳng định điều đó khi cạo đầu để đóng vai nữ hoàng Elizabeth I của Anh trong loạt phim nhiều tập rất thành công của đài truyền hình BBC năm 1971 mang tên Elizabeth R. Việc thể hiện nữ hoàng Elizabeth I của bà được các học giả nghiên cứu về Elizabeth coi là chính xác chưa từng thấy. Bà đoạt được 2 Giải Emmy cho diễn xuất trong loạt phim này. Cùng năm, bà cũng xuất hiện trên show Morecambe and Wise của đài BBC, đóng vai Cleopatra trong hài kịch ngắn, thường được công nhận là một cảnh hài hước nhất trong lịch sử truyền hình Anh.
Đạo diễn Melvin Frank xem cảnh này, thấy tiềm năng hài của bà nên mời bà đóng vai nữ chính trong dự án sắp tới của mình. Bà đoạt dược Giải Oscar cho nữ diễn viên chính xuất sắc nhất lần thứ hai cho vai diễn đặc biệt hài hước trong phim A Touch of Class (1973), và hình như cặp diễn viên hài nổi tiếng Eric Morecambe và Ernie Wise đã gửi cho bà một điện tín: 'Cô bạn trẻ, hãy đến với chúng tôi, chúng tôi sẽ cho cô trở thành người thứ ba (trong nhóm)!'. Bà cũng đóng vai nữ hoàng Elizabeth trong một phim về cuộc đời của nữ hoàng Mary I của Scotland và được công nhận là nữ diễn viên hàng đầu của Anh. Năm 1978, bà được thưởng huân chương CBE.
Nhà hát Glenda Jackson, ở Borough Road trong khu trường sở Wirral Metropolitan College, Birkenhead, được đặt theo tên của bà năm 1983. Sau 20 năm, năm 2003 rạp hát này đóng cửa và Hội đồng thành phố Wirral ra lệnh phá hủy để xây một nhà mới vào năm 2004.

### Sự nghiệp chính trị
Năm 1992, bà rút lui khỏi ngành kịch và điện ảnh để đại diện đảng Lao động ứng cử và trúng cử vào Hạ nghị viện Vương quốc Anh trong cuộc tổng tuyển cử 1992 tại khu vực bầu cử Hampstead and Highgate. Sau cuộc tổng tuyển cử năm 1997, bà được bổ nhiệm làm bộ trưởng thứ yếu trong chính phủ của thủ tướng Tony Blair, đảm nhiệm việc vận tải vùng London, một chức vụ mà bà đã từ chức để mong được đề cử là ứng cử viên của đảng Lao động vào chức thị trưởng thứ nhất thành phố London năm 2000. Cuối cùng Frank Dobson được đề cử, nhưng thua Ken Livingstone, ứng cử viên độc lập. Trong kỳ tổng tuyển cử năm 2005, bà được 14.615 phiếu bầu, tức 38,29% số cử tri trong khu vực bầu cử.
Là dân biểu nổi bật ngồi hàng ghế sau, bà thường phê bình thủ tướng Blair về kế hoạch áp dụng top-up fees (lệ phí cao ở đại học). Bà cũng kêu gọi ông ta từ chức sau khi có cuộc điều tra tư pháp của Lord Hutton năm 2003 quanh lý do tham gia chiến tranh ở Iraq và cái chết của viên cố vấn chính phủ Dr. David Kelly. Jackson thường được coi là một chính trị gia cánh tả truyền thống, thường hay bất đồng quan điểm với phái đa số trung tả cầm quyền của thủ tướng Blair trong đảng Lao động.
Tháng 10 năm 2005, các bất đồng của bà đối với sự lãnh đạo của thủ tướng Blair tăng lên tới độ bà hăm dọa thách thức thủ tướng như một ứng cử viên bung xung trong cuộc thi chức lãnh đạo nếu ông ta không rút lui trong khoảng thời gian hợp lý. Ngày 31.10.2006, Jackson là một trong số 12 dân biểu đảng Lao động ủng hộ lời kêu gọi mở cuộc điều tra về chiến tranh Iraq của đảng Plaid Cymru và đảng Quốc gia Scotland.
Ranh giới khu vực bầu cử quốc hội của bà sẽ thay đổi nhiều trong kỳ tuyển cử sắp tới. 
Bà đã tiết lộ trong một cuộc phỏng vấn là sẽ không ứng cử trong kỳ bầu cử sắp tới này.
Bà qua đời ngày 15 tháng 6 năm 2023 tại nhà riêng ở London, thọ 87 tuổi.

## Phim mục
| Năm  | Phim                                               | Vai diễn                           | Ghi chú                                                                                       |
| ---- | -------------------------------------------------- | ---------------------------------- | --------------------------------------------------------------------------------------------- |
| 1963 | This Sporting Life                                 | Extra                              | Không ghi tên                                                                                 |
| 1963 | This Sporting Life                                 | Người hát ở buổi tiệc liên hoan    | Không ghi tên                                                                                 |
| 1967 | Benefit of the Doubt                               | Vai nhỏ                            |                                                                                               |
| 1967 | Marat/Sade                                         | Inmate portraying Charlotte Corday |                                                                                               |
| 1968 | Tell Me Lies                                       |                                    |                                                                                               |
| 1968 | The Wednesday Play                                 | Julie                              | Let's Murder Vivaldi                                                                          |
| 1968 | Negatives                                          | Vivien                             |                                                                                               |
| 1969 | Women in Love                                      | Gudrun Brangwen                    | Giải Oscar cho nữ diễn viên chính xuất sắc nhất; Đề cử- Giải BAFTA; Đề cử - Giải Quả cầu vàng |
| 1969 | ITV Saturday Night Theatre                         | Marina Palek                       | Salve Regina                                                                                  |
| 1970 | Play of the Month                                  |                                    | Howards End; Đề cử - Giải BAFTA Truyền hình                                                   |
| 1970 | The Music Lovers                                   | Nina (Antonina Milyukova)          |                                                                                               |
| 1971 | Sunday Bloody Sunday                               | Alex Greville                      | Giải BAFTA; Đề cử - Giải Oscar cho nữ diễn viên chính xuất sắc nhất                           |
| 1971 | The Boy Friend                                     | Rita                               | Không ghi tên                                                                                 |
| 1971 | Mary, Queen of Scots                               | Queen Elizabeth I                  | Đề cử - Giải Quả cầu vàng                                                                     |
| 1971 | Elizabeth R                                        | Queen Elizabeth I                  | TV mini-series; Giải Emmy; Đề cử - Giải BAFTA Truyền hình                                     |
| 1972 | The Triple Echo                                    | Alice                              |                                                                                               |
| 1973 | A Touch of Class                                   | Vicki Allessio                     | Giải Oscar cho nữ diễn viên chính xuất sắc nhất; Giải Quả cầu vàng; Đề cử - Giải BAFTA        |
| 1973 | A Bequest to the Nation                            | Lady Hamilton                      |                                                                                               |
| 1974 | The Maids                                          | Solange                            |                                                                                               |
| 1975 | The Romantic Englishwoman                          | Elizabeth Fielding                 |                                                                                               |
| 1975 | Il Sorriso del grande tentatore                    | Sister Geraldine                   |                                                                                               |
| 1975 | Hedda                                              | Hedda Gabler                       | Đề cử - Giải Oscar cho nữ diễn viên chính xuất sắc nhất; Đề cử Giải Quả cầu vàng              |
| 1976 | The Incredible Sarah                               | Sarah Bernhardt                    | Đề cử - Giải Quả cầu vàng                                                                     |
| 1977 | Nasty Habits                                       | Sister Alexandra                   |                                                                                               |
| 1978 | House Calls                                        | Ann Atkinson                       |                                                                                               |
| 1978 | Stevie                                             | Stevie Smith                       | Đề cử - Giải Quả cầu vàng                                                                     |
| 1978 | The Class of Miss MacMichael                       | Conor MacMichael                   |                                                                                               |
| 1979 | Lost and Found                                     | Tricia                             |                                                                                               |
| 1980 | Hopscotch                                          | Isobel von Schonenberg             |                                                                                               |
| 1980 | HealtH                                             | Isabella Garnell                   |                                                                                               |
| 1981 | The Patricia Neal Story                            | Patricia Neal                      | TV - Đề cử - Giải Quả cầu vàng                                                                |
| 1982 | The Return of the Soldier                          | Margaret Grey                      |                                                                                               |
| 1982 | Giro City                                          | Sophie                             |                                                                                               |
| 1984 | Sakharov                                           | Yelena Bonner (Sakharova)          | TV - Đề cử - Giải Quả cầu vàng                                                                |
| 1985 | Turtle Diary                                       | Neaera Duncan                      |                                                                                               |
| 1987 | Beyond Therapy                                     | Charlotte                          |                                                                                               |
| 1987 | Business as Usual                                  | Babs Flynn                         |                                                                                               |
| 1988 | Strange Interlude                                  | Nina Leeds                         | TV                                                                                            |
| 1988 | Salome's Last Dance                                | Herodias / Lady Alice              |                                                                                               |
| 1989 | The Rainbow                                        | Anna Brangwen                      |                                                                                               |
| 1989 | King of the Wind                                   | Queen Caroline                     |                                                                                               |
| 1989 | Doombeach                                          | Miss                               |                                                                                               |
| 1990 | T-Bag's Christmas Ding Dong                        | Vanity Bag                         | TV                                                                                            |
| 1990 | The Real Story of Humpty Dumpty                    | Glitch the Witch (lồng tiếng)      |                                                                                               |
| 1991 | The House of Bernarda Alba                         | Bernarda Alba                      | TV                                                                                            |
| 1991 | A Murder of Quality                                | Ailsa Brimley                      | TV                                                                                            |
| 1992 | The Secret Life of Arnold Bax                      | Harriet Cohen                      | TV                                                                                            |
| 1994 | A Wave of Passion: The Life of Alexandra Kollontai | Alexandra Kollontai (lồng tiếng)   | TV                                                                                            |